# Landesregierung Johann Wagner II
Die Landesregierung Johann Wagner II unter Landeshauptmann Johann Wagner (ÖVP) bildete die Burgenländische Landesregierung von der Wahl durch den Burgenländischen Landtag in der IX. Gesetzgebungsperiode am 27. Juli 1960 bis zum Ausscheiden Wagners aus der Landesregierung am 8. August 1961. Der Landesregierung Wagner II folgte die Landesregierung Lentsch nach.
Jeweils drei der sechs Mitglieder der Landesregierung stellte die Österreichische Volkspartei (ÖVP) und die Sozialdemokratische Partei Österreichs (SPÖ). Die Zusammensetzung der Parteienvertreter blieb somit nach der Landtagswahl 1960 gegenüber der Vorgängerregierung Wagner I unverändert. Nach langjähriger Tätigkeit als Landesrat und Landeshauptmann-Stellvertreter gehörte Alois Wessely (SPÖ) nicht mehr der Regierung an. Sein Amt übernahm der bisherige 2. Präsident der Landtages Hans Wastl (SPÖ). Die Landesräte blieben gegenüber der Vorgängerregierung unverändert.

## Regierungsmitglieder
| Amt                            | Name             | Partei | Zuständigkeitsbereiche |
| ------------------------------ | ---------------- | ------ | ---------------------- |
| Landeshauptmann                | Johann Wagner    | ÖVP    |                        |
| Landeshauptmann-Stellvertreter | Hans Wastl       | SPÖ    |                        |
| Landesrat                      | Josef Lentsch    | ÖVP    |                        |
| Landesrat                      | Reinhold Polster | ÖVP    |                        |
| Landesrat                      | Stefan Billes    | SPÖ    |                        |
| Landesrat                      | Heinrich Knotzer | SPÖ    |                        |